# Polskie Stronnictwo Ludowe
De Poolse Volkspartij of Poolse Boerenpartij (Pools: Polskie Stronnictwo Ludowe, PSL), is een Poolse politieke partij. De PSL is lid van de Europese Volkspartij (EVP) en heeft vier afgevaardigden in het Europese Parlement. De PSL is een partij van het centrum. Leider is Władysław Kosiniak-Kamysz, die in de jaren 2011-2015 minister van Arbeid en Sociale Zaken was.

## Standpunten
De grondslag van het programma van PSL is gebaseerd op het principe van het agrarisme. De PSL is voor bemoeienis van de overheid in bijvoorbeeld de landbouw, en vertraging van de privatisering. Ze steunde de toetreding van Polen in de Europese Unie onder voor Polen gunstige voorwaarden. Na de toetreding steunde ze een sterke Europese integratie en de uitbreiding van de samenwerking tussen de lidstaten.
De partij is voor het behoud van progressieve inkomstenbelasting, de powiats en de dienstplicht en is pro-life in haar standpunten.
De partij is tegen: de terugkeer van de doodstraf, de legalisatie van softdrugs en tegen de scheiding van kerk en staat. Ze heeft een voorstel ingediend voor de afschaffing van de Senaat.
De partij is voor de onmiddellijke terugtrekking van het leger uit de oorlog in Irak en het behoud van gratis onderwijs en gezondheidszorg en het publiceren van alle archieven van de diensten van de Volksrepubliek Polen.

## Geschiedenis
De eerste Volkspartij werd in 1895 opgericht in het toen nog Oostenrijk-Hongaarse deel van Polen (Galicië). In 1915 werd er nog een Boerenpartij opgericht. Na de Poolse onafhankelijkheid (1918) speelden zij een belangrijke rol van betekenis. In 1931 fuseerden beide Boerenpartijen en werd Wincenty Witos partijvoorzitter. Tijdens de Tweede Wereldoorlog trad de SL toe tot het verzet tegen de Duitsers. Afgevaardigden van Boerenpartij namen ook deel aan de regering in ballingschap in Londen. In 1943 werd Stanisław Mikołajczyk premier van de regering in ballingschap. In 1944 kwam het tot een breuk binnen de Boerenpartij en werd er door links georiënteerden die tot dan toe tot de SL behoorden de Boerenpartij-Volkswil (SL Wola Ludu) opgericht. De Boerenpartij-Volkswil werkte nauw samen met de communistische partij en maakte deel uit van de door de Russen gesteunde Poolse regering, het Comité van Lublin.
Na de Tweede Wereldoorlog werd Stanisław Mikołajczyk lid van de eerste naoorlogse regering en werd hij parlementariër. De communisten werkten Mikołajczyk en diens PSL (Poolse Boerenpartij) tegen en steunden de Poolse Boerenpartij-Volkswil. Nadat Mikołajczyk en diens PSL in 1947 waren uitgeschakeld "fuseerde" de Boerenpartij-Volkswil met het restant van de PSL dat loyaal was aan de communisten tot de Verenigde Boerenpartij (ZSL). Deze nieuwe partij was procommunistisch en maakte deel uit van het Democratisch Blok (later Nationaal Front genaamd). Het was een van de drie legale partijen (naast de communistische PZPR en de Democratische Partij) in Polen.
In 1989 brak de ZSL met de communisten en maakte ze deel uit van de eerste niet-communistische regering onder Tadeusz Mazowiecki. In november 1989 wijzigde de ZSL haar naam in PSL Odrodzenie ("Wedergeboorte") en fuseerde op 5 mei 1990 met een kleine, uit Solidariteit afkomstige groep (PSL Wilanowskie) tot PSL. De eerste voorzitter van de nieuwe partij werd Roman Bartoszcze, zelf afkomstig uit Solidariteit; als kandidaat van de PSL bij de presidentsverkiezingen van 1990 behaalde hij 7,15% van de stemmen. In juni 1991 nam een groep jongeren de macht in de partij over. Bartoszcze verliet hierop de partij en Waldemar Pawlak werd de nieuwe voorzitter. In 1991 was Pawlak, na de val van het kabinet-Olszewski, korte tijd premier, maar slaagde er uiteindelijk niet in een nieuwe regering te vormen.
Van 1993 tot 1997 en van 2001 tot 2003 maakte de PSL deel uit van de coalitieregering met de Alliantie van Democratisch Links (SLD). In 2003 brak de PSL met de SLD. Na de verkiezingen van 2007 kwam de PSL terug in de regering, ditmaal in een coalitie met het rechtse Burgerplatform (PO), en deze coalitie werd voortgezet naar de parlementsverkiezingen van 2011. Na de parlementsverkiezingen van 2015 kwam er echter een einde aan acht jaar van PO/PSL-regeringen.
Leider van de PSL was lange tijd (1991-1997 en 2005-2012) Waldemar Pawlak, die in de jaren 1992 en 1993-1995 premier van Polen was en van 2007 tot 2012 vicepremier in de regering van Donald Tusk. Op 17 november 2012 werd hij echter weggestemd als partijleider en twee dagen later diende hij zijn ontslag in als vicepremier en minister van Economie. In alle drie de functies werd hij opgevolgd door Janusz Piechociński.
Bij de parlementsverkiezingen van 2015 behaalde de PSL nog slechts 5,13% van de stemmen en bleef daarmee ternauwernood boven de kiesdrempel van 5%. Dit was het slechtste resultaat uit de geschiedenis van de partij. Naar aanleiding van die nederlaag trad Piechociński terug als leider van de partij. Hij werd opgevolgd door Władysław Kosiniak-Kamysz, die sinds 2011 minister van Arbeid was geweest.

## Verkiezingsresultaten
|               | parlementsverkiezingen | parlementsverkiezingen | parlementsverkiezingen | parlementsverkiezingen | parlementsverkiezingen | parlementsverkiezingen | parlementsverkiezingen | parlementsverkiezingen |
| Resultaten    | 1991                   | 1993                   | 1997                   | 2001                   | 2005                   | 2007                   | 2011                   | 2015                   |
| ------------- | ---------------------- | ---------------------- | ---------------------- | ---------------------- | ---------------------- | ---------------------- | ---------------------- | ---------------------- |
| Percentage    | 8,76                   | 15,40                  | 7,31                   | 8,98                   | 6,96                   | 8,91                   | 8,36                   | 5,13                   |
| Zetels Sejm   | 48                     | 132                    | 27                     | 42                     | 25                     | 31                     | 28                     | 16                     |
| Zetels Senaat | 7                      | 36                     | 3                      | 4                      | 2                      | 0                      | 2                      | 1                      |